# Jardín botánico Oleksandr Fomín

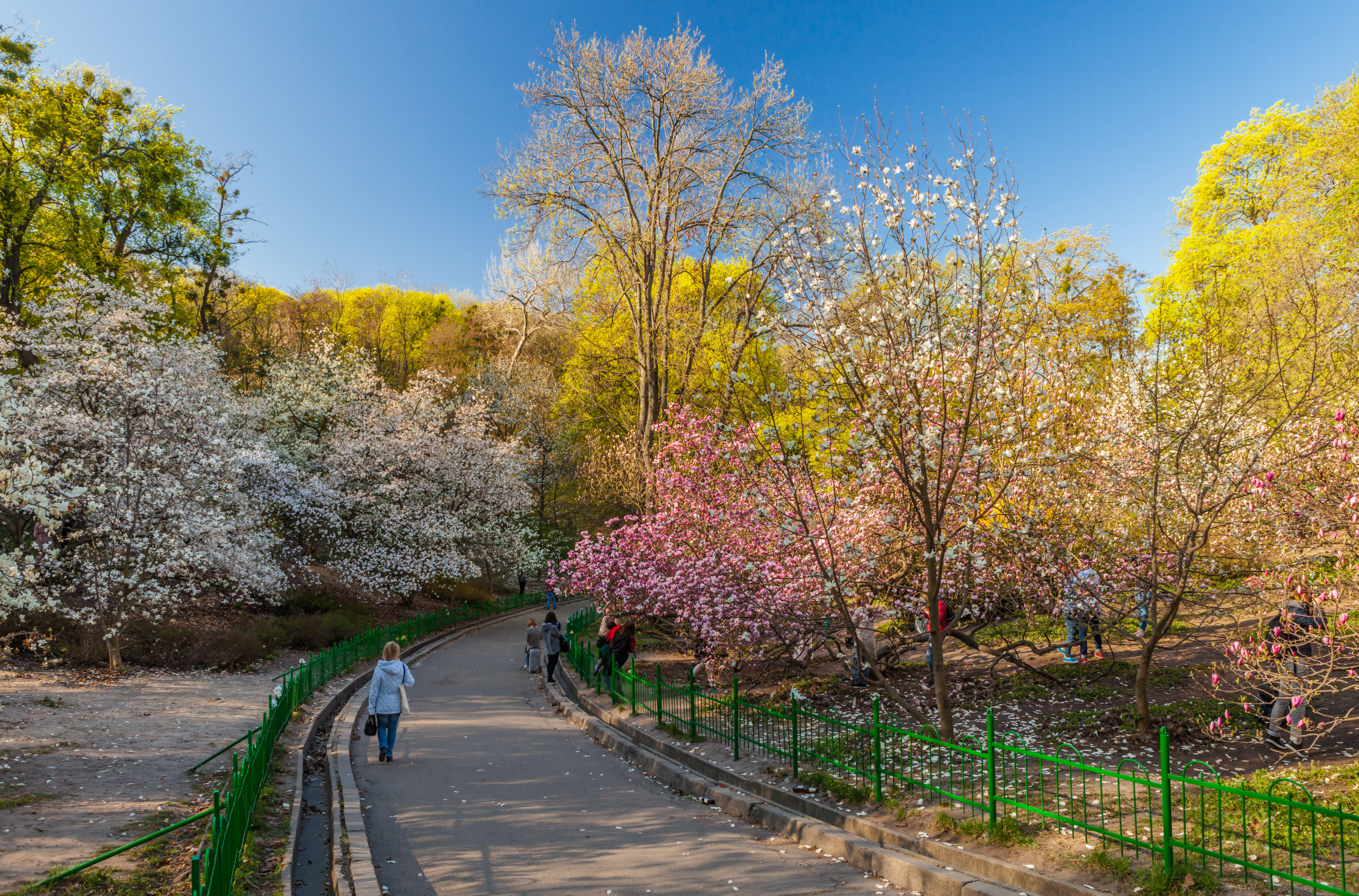
Jardín Botánico Profesor Oleksandr Fomín.

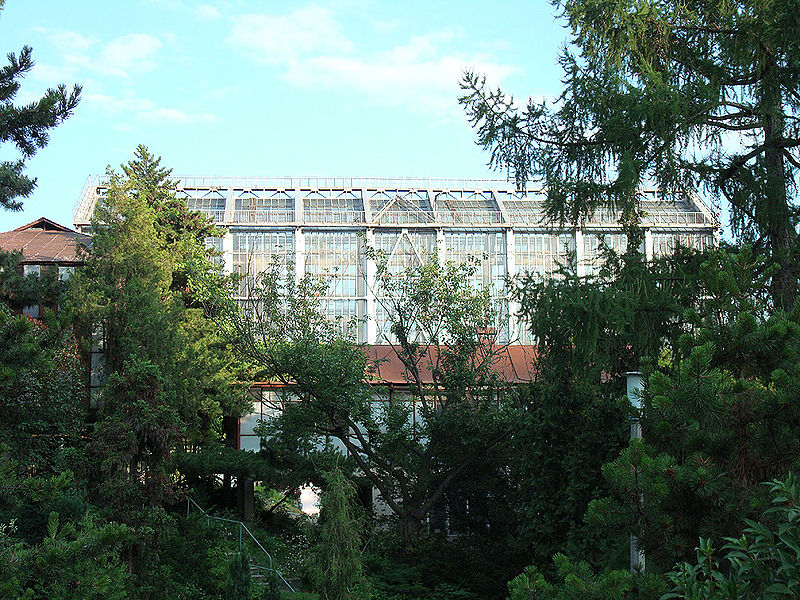
Klimatron, invernadero del Jardín Botánico Oleksandr Fomín.

El Jardín Botánico Profesor Oleksandr  Fomín (en latín: Hortus Botanicus Fominianus Universitatis Kiev, en ucraniano : Ботанічний сад імені академіка Олександра Фоміна, en ruso : Ботанический сад им. А. В. Фомина) es un jardín botánico con 22,5 hectáreas de jardines siendo uno de los más antiguos jardines botánicos en Kiev y Ucrania. Es una unidad de la Universidad de Kiev Taras Shevchenko. Fue fundado en 1839 en unos terrenos baldíos con profundos barrancos y colinas cerca de la Universidad de Kiev. Al crear el jardín se utilizó una colección de plantas del Jardín Botánico del Liceo Kremenets (ahora, Instituto Pedagógico Kremenets), así como las plantas cultivadas a partir de semillas enviadas por los jardines botánicos en Rusia y otros países. A mediados del siglo XIX se construyeron un complejo de invernaderos para las colecciones de plantas tropicales y subtropicales. Ahora, en la colecciones de los Jardines Botánicos, hay cerca de diez mil especies, variedades y formas de plantas. Su colección de cactus y otras suculentas fue la más grande de la URSS. En 1977, para algunas especies de árboles se construyó el "klimatron" más alto del mundo en su momento con 30 metros de altura y una superficie total de 1000 m². Su código de reconocimiento internacional como institución botánica, así como las siglas de su herbario es KIEV. 

## Localización
Entrada del botánico por el bulevar Shevchenko. El jardín está situado detrás del edificio principal de la Universidad Nacional. Shevchenko en el área entre el Boulevard de Taras Shevchenko y las calles de León Tolstoi, Vetrova y la Comintern.
Prof.A.Fomin State Botanical Garden Komintern Street 1, 252032 Kiev 32, Ukraine-Ucrania.

## Historia
La creación del jardín botánico fue propuesta ya en el año 1834 por el mismo arquitecto Beretti, el autor del proyecto de la construcción de la Universidad San Vladimir de Kiev, en unos terrenos baldíos situados detrás del edificio universitario. Para ello, del Liceo Kremenets fueron llevadas las primeras 513 plantas que fueron colocadas temporalmente en Jardín Real (Carskiy sad) de Kiev. Sin embargo, debido a la falta de fondos la creación del jardín fue atrasada por cinco años. Solo en 1839 el distrito escolar de Kiev dio permiso para que fuera creado un jardín botánico temporal bajo la dirección del Jefe del Departamento de Botánica de la Universidad de Kiev, R. E. Trautfetter, que logró ser el primer director del jardín botánico.
La fecha oficial de creación de una sección del Jardín Botánico de Kiev, es 22 de mayo de 1839, cuando Robert E. Trautfetter comenzó a hacer la primera siembra. 
En 1841 el jardín recibe el estatuto permanente. De acuerdo con el plan del arquitecto Laufer se construyó un complejo de invernaderos, dividido en terrazas, que se han conservado hasta nuestros días. 
En 1850 la planificación y el diseño del jardín se han completado. En 1852 en el jardín hay 416 árboles y 419 especies de arbustos, así como más de 4000 especies de otras plantas. 
Desde 1852 a 1879 el director del jardín botánico fue un profesor universitario, COMO Rogovic. 
Desde 1879 a 1894 al frente del jardín había un destacado investigador de la flora, profesor de botánica en la Universidad de Kiev , SI Shmalgausen. 
Durante veinte años a partir de 1894 a 1914, el director del Jardín Botánico fue Sergei Gavrilovich Navashin. Asociados a ella descubrimientos sobresalientes en el campo de la embriología de las plantas, que le dio al jardín fama en todo el mundo y así como a la Universidad de Kiev. 
Desde 1914 a 1935 el director del Jardín Botánico fue Aleksandr Fomín ( 1869 - 1935 ). La reacción de Fomín y su personal durante la Primera Guerra Mundial y la Guerra Civil se puso a prueba. Sin embargo, lograron no solo preservar las plantas tropicales frágiles durante el caos reinante, sino también construir tres nuevos invernaderos, y la reparación de todos los invernaderos. Fundada en 1922 por Fomín fue el Departamento de Botánica del jardín en 1927 se reorganizó en el Instituto de Investigación Botánica (ahora el Instituto de Botánica Fría NAS). En 1935, después de la muerte del Fomín, el jardín fue nombrado en su honor. 
Desde 1941 a 1943 durante la ocupación nazi se perdieron muchas plantas valiosas de la colección. Algunas plantas fueron transportadas a Alemania. Sin embargo, en la primavera de 1944 el jardín fue abierto al público, con la completa restauración de los invernaderos y las colecciones de plantas de jardín. 
En 1960 el jardín fue declarado un monumento del arte paisajístico de importancia nacional. 
En 1977 se construyó el invernadero "klimatron" uno de los más grandes del mundo en ese momento. 
En el 2004 fue creado en el jardín un museo de historia natural. El museo, como el propio jardín, son un centro científico y educativo, realiza visitas por el jardín, participa en la labor educativa de la Facultad de Biológica de la Universidad de Kiev.

## Colecciones

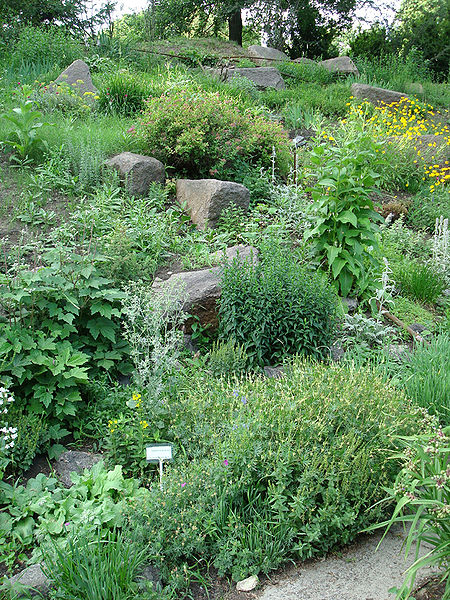
Rocalla del Jardín Botánico Oleksandr Fomín.

La estructura del jardín botánico consta de cuatro sectores de investigación: 
- Dendrología,
- La introducción de plantas herbáceas ,
- La introducción de los bosques tropicales y subtropicales,
- Las plantas, fisiología y bioquímica de las plantas, las especies exóticas.

Alberga ocho departamentos académicos para la realización de investigaciones en el campo de introducción y aclimatación de las plantas, se ocupan de la protección, enriquecimiento y la gestión de la planta recursos , la arquitectura del paisaje, la protección fitosanitaria de las plagas y enfermedades, etc 
La estructura del jardín incluye también un laboratorio de semillas.
El Jardín Botánico cuenta con colecciones y exposiciones:
- Invernaderos de plantas tropicales y exóticas, con árboles, arbustos, y plantas herbáceas que se cultivan en su interior. Con una colección de plantas suculentas de las familias Cactaceae, Crassulaceae, Bromeliaceae, Araceae, Arecaceae.
- Colección de plantas medicinales.
- Colección de plantas ornamentales, Magnolia, Syringa.
- Rocalla, con plantas alpinas
- En el jardín botánico hay construcciones escolares, dependencias administrativas.

## Datos de Interés
En 1874, el Jardín Botánico acogió a los participantes del Congreso Arqueológico promovido por kobza Ostap Veresaev.
De 1908 a 1913 el jardín albergó un zoológico. 